# Jennifer Johnson Jordan
Jennifer Johnson-Jordan (Tarzana, 8 de julio de 1973) es una deportista estadounidense que compitió en voleibol, en la modalidad de playa.
Ganó una medalla de plata en el Campeonato Mundial de Vóley Playa de 1999. Participó en los Juegos Olímpicos de Sídney 2000, ocupando el quinto lugar en el torneo femenino.

## Palmarés internacional
| Campeonato Mundial | Campeonato Mundial | Campeonato Mundial | Campeonato Mundial |
| Año                | Lugar              | Medalla            | Pareja             |
| ------------------ | ------------------ | ------------------ | ------------------ |
| 1999               | Marsella (Francia) | Medalla de plata   | Annett Davis       |